# Sister Nancy
Офлин Рассел Лэнг (англ. Ophlin Russell Laing; род. 2 января 1962 года) — ямайская диджей и певица, известная под сценическим псевдонимом Sister Nancy (англ. Сестра Нэнси), а также Muma Nancy (англ. Мама Нэнси). Также некоторое время носила фамилию Рассел-Майерс (англ. Russell-Myers). Получила всемирную известность, как исполнительница в жанре дэнсхолл, в том числе, как первая женщина добившаяся в нём столь широкого признания, и, по сути, первая женщина, выступавшая в данном направлении. BBC  назвала её хит «Bam Bam» — «хорошо известным регги-гимном», а её саму часто величают «королевой» или «иконой» дэнсхолла.

## Биография
Родилась в Кингстоне (Ямайка) в религиозной многодетной семье. Её отец служил пастором-ревайвалистом (см. Ревайвализм), а мать заботилась о доме и пятнадцати детях (11 братьев и 4 сестры; сама Офлин предпоследняя по старшинству). Вся семья жила в двух комнатах при церкви, которой управлял отец Офлин. Из-за болезни он потерял голос и не мог больше проводить службы, которыми зарабатывал на содержание семьи. Вследствие этого в 1978 году мать Офлин эмигрировала в США, чтобы финансово помогать семье.

На музыкальные увлечения Офлин повлиял её старший брат Роберт, известный ямайский диджей, выступающий под псевдонимом Brigadier Jerry. Подростком она начала посещать дискотеки и саунд-системы, и пробовать себя, как исполнительница. 
[Отец; умер в 1985 году] не хотел, чтобы я занимались музыкой. Он ещё мог смириться с моим братом, который многим старше меня, но не с тем, чтобы музыкой занялась девушка. [...] я должна была ходить в школу, и делать то, что делают леди. Ведь в те времена женщины никогда не брали в руки микрофон и не были диджеями. 
В 1979 году она начала выступать постоянно с братом и Эрлом Энтони Робинсоном, одним из пионеров регги-диджеинга, известным, как General Echo. Офлин отвергала нормы приличия, которые проповедовали ей в семье, и даже уходила из дома. В 1980 году продюсер Уинстон Райли записал её первый сингл «Papa Dean». А сама она приобрела популярность и узнаваемость благодаря фестивалю Reggae Sunsplash, на котором несколько лет была единственной женщиной-диджеем.  В 1982 году она выпустила дебютный альбом «One Two», некоторые синглы из которого стали настоящими хитами, в частности «Bam Bam» (но не только; также «Money Can't Buy Me Love» и «Transport Connection»).  

## Личная жизнь
В 1995 году родила дочь. В 1996 году эмигрировала в США и поселилась в Нью-Джерси, где долгое время работала бухгалтером в банке. Вышла замуж. В этот период редко давала выступления и делала студийные записи. В 2014 году компания Reebok использовала песню Bam Bam в рекламе своих новых кроссовок, без выплаты авторского вознаграждения Офлин. Такая ситуация сложилась, в частности потому, что сама певица ранее не закрепляла авторские права за собой. Она предъявила иск к компании Reebok и, в том числе, восстановила своё авторское право на альбом «One Two», что позволило ей получать роялти. Благодаря полученным деньгами, она смогла оставить работу в банке и после 2016 года вернуться к активной гастрольной деятельности.

## Дискография

### Студийные альбомы
- One, Two[англ.] (1982)
- The Yellow, The Purple & The Nancy (1982) (в сотрудничестве с Yellowman[англ.], Fathead[англ.] и Purpleman[англ.])
- Sister Nancy Meets Fireproof (2001) (в сотрудничестве с djMush1 aka Jeremy Mushlin[англ.])

### Синглы
В связи с особенностями ямайской популярной культуры — популярность саунд-систем, культура диджеинга, экономические особенности, как общества, так и индустрии — практически каждая композиция Sister Nancy публиковалась в виде отдельных синглов. Всего насчитывается порядка пятидесяти именных синглов, или коллабораций, сплитов, или синглов, выпущенных по результатам музыкальных фестивалей. Наиболее популярными стали:
- 1982 — «Bam Bam» (25 изданий)
- 1982 — «One Two» (7 изданий; см. ниже)
- 1982 — «Transport Connection» (6 изданий; а также издания в составе пластинок на две композиции, например с «One Two»)
- 1982 — «Proud are We» (5 изданий)

### Семплы
Композиция «Bam Bam» была использована, как семпл в альбоме Канье Уэста «The Life of Pablo». Jay-Z использовал её в совместной с Дэмианом Марли композиции Bam (песня).